# 陆军武功徽章

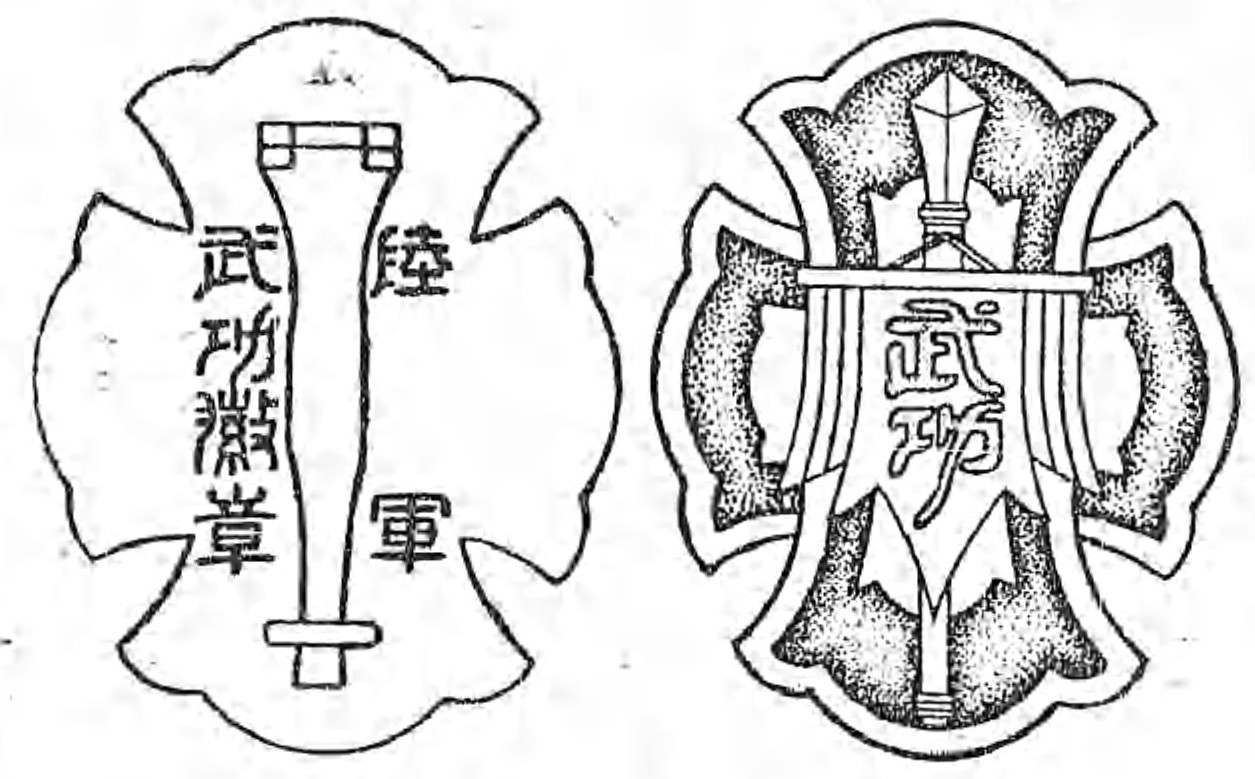
陆军武功徽章

陆军武功徽章是大日本帝国的一项军事勳章，1944年12月7日，天皇颁布诏令，宣布设立陆军武功徽章。陆军武功徽章主要由大日本帝國陸軍頒發，而且只颁给在战斗中表现极其突出的在世军人。最常获颁该章的是航空人员，尤其是驾机对抗盟军轰炸机的战斗机飞行员。在从设立到战争结束的8个月里，日方共颁发了89枚陆军武功徽章。